# 128
Évszázadok: 1. század – 2. század – 3. század
Évtizedek: 70-es évek – 80-as évek – 90-es évek – 100-as évek – 110-es évek – 120-as évek – 130-as évek – 140-es évek – 150-es évek – 160-as évek – 170-es évek
Évek: 123 – 124 – 125 – 126 –  127 – 128 – 129 – 130 – 131 – 132 – 133

## Események

### Római Birodalom
- Lucius Nonius Calpurnius Torquatus Asprenast (helyettese februártól L. Caesennius Antoninus, áprilistól M. Junius Mettius Rufus, júliustól L. Valerius Flaccus, októbertől A. Egrilius Plarianus) és Marcus Annius Libót (helyettese Q. Pomponius Maternus, Junius Homullus és Planius Sardus Varius Ambibulus) választják consulnak.
- Hadrianus császár meglátogatja az észak-afrikai Mauretania és Africa provinciákat. Lambaesisben szemlét tart a Legio III Augusta katonái fölött és lelkesítő beszédet tart számukra.
- Hadrianus előbb visszatér Rómába, majd újabb keleti körútra indul. Athénba utazik, ahol új épületek (Héra temploma, Zeusz Panhelleniosz temploma, gümnaszion) építését rendeli el és részt vesz az eleusziszi misztériumrítusokon. Ebben az évben még ismét meglátogatja Spártát.
- Britanniában elkészül Hadrianus fala.

### Korea
- Meghal Kiru, Pekcse királya. Utóda fia, Keru.

## Halálozások
- Kiru, pekcsei király

## Fordítás
- Ez a szócikk részben vagy egészben  az   AD 128 című angol Wikipédia-szócikk ezen változatának fordításán alapul.  Az eredeti cikk szerkesztőit annak laptörténete sorolja fel. Ez a jelzés csupán a megfogalmazás eredetét és a szerzői jogokat jelzi, nem szolgál a cikkben szereplő információk forrásmegjelöléseként.